# Alenatea wangi
Alenatea wangi är en spindelart som beskrevs av Zhu och Song 1999. Alenatea wangi ingår i släktet Alenatea och familjen hjulspindlar. Inga underarter finns listade i Catalogue of Life.